# Saint-Sauveur, Dordogne
Saint-Sauveur là một xã, nằm ở tỉnh Dordogne vùng Aquitaine của Pháp. Xã này có diện tích 9,31 kilômét vuông, dân số năm 1999 là 606 người. Xã nằm ở khu vực có độ cao trung bình 106 m trên mực nước biển.

## Hành chính
| Danh sách các xã trưởng                |            |               |      |         |
| Giai đoạn                              | Giai đoạn  | Tên           | Đảng | Tư cách |
| tháng 3 năm 2001                       | đương chức | Daniel Joiret | PS   | hưu trí |
| Tất cả các dữ liệu trước đây không rõ. |            |               |      |         |

## Thông tin nhân khẩu
| Năm | 1962 | 1968 | 1975 | 1982 | 1990 | 1999 |
| --- | ---- | ---- | ---- | ---- | ---- | ---- |
| Dân số | 284  | 334  | 420  | 529  | 605  | 606  |
| From the year 1962 on: No double counting—residents of multiple communes (e.g. students and military personnel) are counted only once. |      |      |      |      |      |      |